# Crenicara punctulatum
Crenicara punctulatum är en fiskart som först beskrevs av Günther, 1863.  Crenicara punctulatum ingår i släktet Crenicara och familjen Cichlidae. Inga underarter finns listade i Catalogue of Life.